# Nie Xiaoming
Nie Xiaoming (chiń. 聂晓明; ur. 20 czerwca 1987) – chiński zapaśnik w stylu klasycznym. Zajął 16 miejsce na mistrzostwach świata w 2013. Srebrny medalista mistrzostw Azji w 2013 i brązowy w 2018 roku.